# جام یوفا ۹۷–۱۹۹۶
جام یوفا ۹۷–۱۹۹۶، بیست و ششمین فصل از جام یوفا، مسابقات فوتبال باشگاهی سطح دوم اروپا بود که توسط یوفا سازماندهی شد و با قهرمانی شالکه ۰۴ به پایان رسید.